# Израильские арабы
Израильские арабы, также арабские граждане Государства Израиль — крупнейшее этноязыковое, а также религиозное меньшинство среди населения Израиля.
Израильских арабов не следует путать с родственными им по происхождению жителями палестинских территорий и других стран, не обладающими израильским гражданством, включая палестинских беженцев и их потомков. Данная статья посвящена арабскому населению Израиля, и использует термин «израильские арабы» в отношении исключительно той части населения страны, которая обладает гражданством Израиля.
Арабоязычные друзы в Израиле выделяются в отдельное этноконфессиональное меньшинство. Израильские арабы в большинстве своём являются гражданами Израиля. Однако большая часть арабских жителей Восточного Иерусалима, перешедшего под израильский контроль в 1967 году и аннексированного в 1980 году, обладают статусом постоянного жителя, не являясь гражданами Израиля.
Выделяются несколько субэтнических групп с особой культурой и мировоззрением, в том числе полукочевая скотоводческая группа — негевские бедуины.

## Самоидентификация
Согласно израильскому Центральному статистическому бюро, количество арабского населения в 2013 году оценивалось в 1 658 000 человек, составляя 20,7 % от всего населения страны. Большинство из этих граждан идентифицировало самих себя как палестинцев по национальности и израильтян по гражданству.
Определение данной группы как израильтян или арабов, а также самоназвание — крайне тонкий и политизированный момент. Согласно отчёту НГО «Международная кризисная группа»:

Предмет терминологии касательно вопроса статьи — очень чувствительный и как минимум частично отражает политические преференции. В большинстве израильских официальных документов сообщества израильских арабов фигурируют как «меньшинства». Израильский национальный совет по безопасности (англ. Israeli National Security Council) использует термин «Арабские граждане Израиля». Фактически все политические партии, движения и неправительственные организации израильских арабов используют термин «палестинский» где-нибудь в своём описании — в то же время зачастую «забывая» как-либо упомянуть Государство Израиль вообще.
Оригинальный текст (англ.)The issue of terminology relating to this subject is sensitive and at least partially a reflection of political preferences. Most Israeli official documents refer to the Israeli Arab community as «minorities». The Israeli National Security Council (NSC) has used the term «Arab citizens of Israel». Virtually all political parties, movements and non-governmental organisations from within the Arab community use the word «Palestinian» somewhere in their description — at times failing to make any reference to Israel.
— International Crisis Group (2004)
Возможно подвести итоги следующим заявлением: население, поддерживающее Израиль и его внутреннюю и внешнюю политику, называет себя «израильскими арабами» или «арабскими израильтянами», в то время как критикующие Израиль и противостоящие ему арабы склоняются к использованию термина «палестинец» или «палестинский араб», без ссылки на Израиль. Согласно утверждению, опубликованному в The New York Times, большинство из данной группы предпочитает самоидентификацию как палестинских граждан Израиля. Это издание использует оба варианта именования данной социальной группы. Дов Ваксман считает, что «именовать эту группу „палестинцами“ стало общей практикой в академической литературе».
Шерри Лоуренс в своей работе сообщает, что:

Существует ряд ярлыков самоидентификации, используемых в настоящий момент палестинскими израильтянами. Семь наиболее употребительных были включены в опросник 2001 года. Их спектр простирается от «израильтянин» и «израильский араб», указывая на некий уровень идентификации себя с Израилем, и до «палестинец», что указывает на отрицание идентификации себя как израильтянина и на искреннюю сердечную поддержку палестинского народа. […]
В соответствии с опросником автора, приблизительно 66 процентов опрошенных палестинских израильтян идентифицировали себя в большей степени как палестинцев. Модальная идентичность — «палестинец в Израиле», что отвергает «израильскую» составляющую как психологическую идентификацию, но принимает её как описательный ярлык географического положения.
Оригинальный текст (англ.)«There are a number of self-identification labels currently in use among Palestinian Israelis. Seven of the most commonly used were included in the 2001 survey. They range from „Israeli“ and „Israeli Arab“, indicating some degree of identification with Israel to „Palestinian“, which rejects Israeli identification and wholeheartedly identifies with the Palestinian people. […]
According to the author’s survey, approximately 66 percent of the sample of Palestinian Israelis identified themselves in whole or in part as Palestinian. The modal identity is „Palestinian in Israel“, which rejects „Israeli“ as a psychological identification, but accepts it as a descriptive label of geographical location».
— Sherry Lowrance (2006)
Многие семьи имеют родственные связи с палестинцами на западном берегу реки Иордан и в секторе Газа, равно как и палестинские беженцы в Иордании, Сирии и Ливане. Негевские бедуины и израильские друзы более склонны к самоидентификации в качестве израильтян, нежели любые другие арабские граждане Израиля. Терминология, предпочитаемая большинством арабских граждан для самоидентификации, включает в себя такие термины, как «палестинец», «палестинец Израиля», «израильский палестинец», «палестинец 1948 года», «палестинский араб», «палестинский арабский гражданин Израиля» или же «палестинский гражданин Израиля». Тем не менее, среди этой группы встречаются граждане, отрицающие термин «палестинец». Меньшая часть израильских арабских граждан, включая «израильтян», намерена признавать себя палестинцами по национальности и израильтянами по гражданству. Соответствующая часть израильского истеблишмента предпочитает именоваться «израильскими арабами» и «арабами Израиля», а также использует термины «меньшинства», «арабский сектор», «арабы Израиля» и «арабские граждане Израиля». Данные названия были раскритикованы за то, что их использование невольно отрицает национальную и политическую самоидентификацию группы, не принимает в расчёт их палестинскую идентичность и связи с палестинским регионом. Термин «израильские арабы» рассматривается критиками как креатура израильских политических авторитетов, не являясь, по их мнению, естественным термином для самоназвания. Так или иначе, этот термин употребляется значительным меньшинством арабского населения, «…отражая их доминирование в израильском социальном дискурсе».
Большинству арабов, проживающих в Восточном Иерусалиме и Голанских высотах, занятых Израилем в ходе Шестидневной войны 1967 года и позднее аннексированных, было предложено израильское гражданство, однако большинство из них отказалось, не желая признавать израильские притязания на суверенность территорий. Вместо этого они стали постоянными резидентами без предоставления им гражданства. У них сохранено право подачи на гражданство, они могут занимать административные должности и имеют право голосования на выборах. Другими терминами являются: «израильские палестинские арабы», «арабы внутри зелёной линии», «арабы внутри» (араб. عرب الداخل‎). Последние термин не применим к арабам Восточного Иерусалима, или к друзам Голанских высот, так как эти территории были присоединены Израилем в 1967 году. Так как израильское бюро статистики ведет свои подсчёты на территории всего Израиля — вместе с Восточным Иерусалимом и Голанскими высотами, — то и количество израильских арабов на данный момент насчитывает примерно 20 % от всего населения Израиля.

## Религиозные группы
| Религиозные группы | Религиозные группы | Религиозные группы | Религиозные группы | Религиозные группы |
| ------------------ | ------------------ | ------------------ | ------------------ | ------------------ |
| мусульмане         |                    |                    | 83,2 %             |                    |
| христиане          |                    |                    | 8,4 %              |                    |
| друзы              |                    |                    | 8,3 %              |                    |

До середины XX века не менее четверти всех арабов страны были христианами. Но более высокая рождаемость среди мусульман и низкий уровень эмиграции во второй половине XX века привёл к постепенному замещению христиан и исмаилитов (друзов) новыми поколениями арабов-суннитов. В среднем на мусульманку приходится 4,0 ребёнка по сравнению с 2,7 у евреек в 2008 г. Рождаемость у арабов-мусульман стабилизировалась на относительно высоком (около 3,8 детей) уровне, а у христиан продолжает снижаться, опустившись до уровня простого замещения. Несмотря на некоторое сокращение рождаемости у мусульман в последнее время, их доля среди новорожденных (22,2 %) была заметно выше их доли в населении (16,8 %) в 2008 г.

### История
Исторически арабы страны исповедовали различные религии. Существует версия, что ещё в XVIII—XIX веках среди них было много иудеев и самаритян. Часть населения также исповедовала народные синкретические мусульманско-иудейские верования — как местного происхождения, так и принесённые выселенными из Аравии мусульманами, где иудеи селились начиная с 587 года до н. э. и где к моменту проповеди Мухаммеда было не менее 20 иудейских арабских племён.

### Мусульмане
Арабы-мусульмане насчитывают 1,506 млн человек (по состоянию на 2016 год), что составляет 84,75 % от арабского населения Израиля и 17,45 % от всего населения.
В 2010 году примерное число рождённых детей у одной матери было 3,84, что является падением рождаемости по сравнению с 3,97 в 2008 году. Мусульманское население страны в основном молодое — 42 % мусульман моложе 15 лет от роду. Средним возрастом мусульманских израильтян является возраст 18 лет, в то время как средний возраст израильского еврея — 30 лет. Процент людей в возрасте старше 65 лет у мусульман — всего 3 %, в сравнении с 12 % у евреев.

#### Оседлые
Население постоянных мест поселения арабов-мусульман составляет примерно 70 % от всего арабского населения Израиля.

#### Бедуины
В соответствии с информацией Министерства иностранных дел Израиля, 110 000 бедуинов живут в Негеве, 50 000 в Галилее, и 10 000 — в центральной части Израиля. В момент основания Государства Израиль в Негеве жило примерно 65-90 тысяч бедуинов, из них 11 000 оставшихся там в дальнейшем были перемещены правительством Израиля в 1950-60-х гг. в северо-восточные регионы пустыни и занимают сейчас примерно 10 % её территории.
Израильское правительство построило для бедуинов между 1979 и 1982 годами семь «городов развития». Примерно половина всех бедуинов страны живут в этих населённых пунктах, самый крупный из них — город Рахат, другими являются Арара-ба-Негев, Бир Хададж, Хура, Кусейфе, Лакия, Сегев-Шалом и Тель-Шева. Также примерно 40-50 % граждан Израиля-бедуинов живут в 39-45 непризнанных бедуинских деревнях, которые не оснащены водоснабжением и электрическим освещением.
Израильские бедуины нередко добровольно вступают в Армию обороны Израиля, где служат в основном в батальоне бедуинских следопытов.

### Друзы
Большинство израильских друзов живут в местах компактного проживания на севере страны, имея при этом статус отдельной религиозной общины с 1957 и статус самостоятельного народа с 1961 года. Галилейские друзы и друзы региона Хайфы автоматически приняли гражданство Государства Израиль в 1948 году. Друзы Голанских высот, присоединённых к Израилю в 1967 году и аннексированных юридически в 1981 году, признаны постоянными резидентами страны согласно Закону о Голанских высотах. Большинство друзов Голанских высот отклонило предложение Государства Израиль о предоставлении им полного израильского гражданства в пользу сохранения гражданства Сирии.
В период действия британского мандата в Палестине друзы в абсолютном большинстве не приняли растущий арабский национализм и не принимали участия в жестоких столкновениях между евреями и арабами. В 1948 году многие друзы записались добровольцами в создаваемую израильскую армию, вследствие чего ни одна друзская деревня не была разрушена или выселена. С момента основания государства друзы демонстрируют высокую степень солидарности с Израилем и дистанцировались от идеологии арабского и исламского радикализма. В теологии друзизма проповедуется идея служения стране, в которой ты живёшь.
С 1957 года правительство Израиля формально признало друзов в качестве независимого религиозного сообщества, с этого же года друзы подлежат обязательному призыву на военную службу.
Друзы признаются Министерством внутренних дел Израиля отдельной этнической группой; в то время, как система образования Израиля построена на двух основных системах школ — арабо- и иврито-говорящих, друзы пользуются автономией внутри арабской системы. По сравнению с другими арабскими гражданами Израиля друзы менее всего ощущают себя частью арабского народа, менее всего идентифицируют себя с арабским миром, вместо этого склоняясь к израильской стороне. Большинство не идентифицирует себя как палестинцев и достаточно широко представлено в политическом мире Израиля.

### Христиане
Арабы-христиане составляют примерно 9 % от арабского населения Израиля. Приблизительно 70 % расселено на севере страны, в Джише, Эйлабуне, Кафр-Ясифе, Кафр-Кане, Ибилине и Шефараме. Некоторые друзские деревни, такие как, например, Хурфейш и Магар, имеют небольшие арабские христианские сообщества. Также христианской является небольшая часть арабского национального меньшинства Хайфы. В Израиле всего около 117 000 арабов-христиан (а также более чем 35 000 христиан-неарабов). Многие арабы-христиане достигли выдающихся результатов в политической жизни Израиля, включая и священнослужителей.
С сентября 2014 года христианские семьи или кланы, говорящие по-арабски, могут зарегистрироваться в качестве арамеев. Это достижение стало возможным благодаря более чем семилетней работе Арамейского христианского фонда Израиля, сторонники которого, несмотря на свои арабские корни, желают ассимилироваться в израильский образ жизни. Данное движение было осуждено греческой православной церковью, объявившей этот процесс попыткой разделить палестинское меньшинство в Израиле.
Арабы-христиане — одна из самых образованных этнических групп в Израиле. Издание «Маарив» описывает христианский арабский сектор как «самый успешный в образовательной системе», так как арабы показывают самые высокие отметки и успехи, по сравнению с другими социальными и этническими группами, получающими образование в Израиле. У арабов-христиан один из самых высоких баллов при вступительных экзаменах в высшее учебное заведение (они достигают в среднем 64 % поступлений), как по сравнению с мусульманами и друзами, так и в сравнении с еврейской образовательной системой, как репрезентативной группой, хотя это число всё же чуть ниже, чем в светской еврейской системе обучения (64,5 %) и у религиозных евреев (65,9 %). Арабы-христиане также опережают многие группы по уровню реализации права на высшее образование и получают академическую научную степень и степень бакалавра чаще, чем другие группы населения Израиля.

## Статистические данные
По данным ЦСУ Израиля по состоянию на 2003 год, годовой прирост арабского населения Израиля составлял 3 %, по сравнению с 1,4 % для еврейского населения Израиля и приростом в 1,7 % в Ливане, 2 % в Египте и 2,4 % в Иордании и Сирии.
Средняя арабская семья насчитывала 4,9 человек, в то время как средняя еврейская семья — 3,5. Средний возраст первого вступления в брак — 26,6 для мужчин и 21,9 для женщин (у евреев: 27,3 и 25).
Доля арабского мужского населения Израиля, занятого на рынке труда, была почти идентична соответствующей доля для мужского еврейского населения (60 % от возрастной группы старше 15 лет), в то же время доля арабского женского населения Израиля, занятого на рынке труда, составляла всего 17 % по сравнению с 55 % у евреев. Средняя зарплата для израильских арабов составляла 69 % от средней зарплаты у евреев (63 % для мужчин и 82 % для женщин, средний уровень образования у работающих арабских женщин был выше, чем у мужчин).
25 % всех работающих арабских мужчин были заняты в отрасли строительства, 38 % всех работающих арабских женщин заняты в сфере образования.
76 % дохода в арабских семьях приходилось на заработную плату, 20 % на выплаты от национального страхования (соответствующие доли у евреев: 77 % и 11 %). 87 % семей арабов Израиля владели жильём, в котором живут, по сравнению с 68 % у еврейского населения.

## Иллюстрации
- Карта арабского населения по регионам, 2010 год
- Мусульманское кладбище в Лоде
- Одна из мечетей Яффы

### На русском
- Д-р Хатиб Самир. Быть арабом в Израиле. relevant.co.il. Дата обращения: 24 июня 2016.
- Арабы в Израиле. Путеводитель по Израилю. Дата обращения: 24 июня 2016. Архивировано из оригинала 7 августа 2016 года.
- Даниэль Пайпс. Израильские арабы - живой парадокс. The Washington Times (22 марта 2012). Дата обращения: 24 июня 2016.
- Чернин М. Арабское население Израиля и палестинских территорий: происхождение, клановая и конфессиональная структура. М. — Иерусалим: Мосты культуры Гешарим, 2016. — 786, [6] с. ISBN 978-5-93273-413-1

### На английском
- Jonas I. The Status of the Arab Sector in Israel// A Free People in Our Land, 2005 (сайт МИД Израиля) (англ.)
- From Arab to Palestinian Israeli: One Family’s Changing Identity
- Архивная копия на Wayback Machine
- local Arab municipalities and towns in Israel, The Arab Center for Alternative Planning
- Adalah, the Legal Centre for Arab Minority Rights in Israel
- Arab Association for Human Rights, HRA
- The Association of Forty, The Association for the Recognition of the Arab Unrecognized Villages in Israel
- Baladna, Association for Arab Youth in Israel
- The Galilee Society, The Arab National Society for Health Research and Services
- Haaretz: «Israeli Arab couple petitions High Court after residency denied»
- «Israeli Learns Some Are More Israeli Than Others» — Kaadan case; Serge Schmemann, New York Times, 1. März 1998
- Haaretz: «What are Israeli Arabs? Are they Jewish? Their lives are much better in Israel than they could be in Jordan» Arab citizens of Israel in the eyes of Arabs in Saudi Arabia and Jordan
- Stanford University: Adi Greif on Druze and Jews
- The trap of self-delusion: Ben Dror Yemini examines The claims of Israeli Arabs of discrimination and argues that the main problem is the oppression of women
- Intelligence and Terrorism Information Center at the Center for Special Studies Beteiligung arabischer Israelis an terroristischen Aktivitäten, mit deutscher Version
- Middle-East-Info.org Arabs and Muslims in Israel

### На немецком
- Woher kommst du? — Ein Dokumentarfilm von Wisam Zureik über das Identitätsdilemma der arabischen Minderheit in Israel
- Webseite mit Informationen zum israelisch-palästinensischen Konflikt: u.a Artikel aus israelischer Presse betreffend den «israelischen Palästinenser» («israelischen Araber»)
- I‘ LAM — Mediencenter für arabische Israelis (englisch)
- Mossawa, The Advocacy Center for Arab Citizens of Israel, mit deutscher Version
- Kaya — Feministische Organisation Feministische Organisation, die sich für die Rechte der arabischen Frauen in Israel einsetzt (englisch)

### На французском
- Rosenthal, Donna. The Israelis. Free Press, 2003 ISBN 0743270355
- White, Ben, Être palestinien en Israël, La Guillotine, 2015 (ISBN 978-2-9543806-1-2) (фр.)
- Féron, Valerie, Palestine(s) : Les déchirures, Paris, Éditions du Felin, 2001 ISBN 2866453913
- Kodmani-Darwish, Bassma, La Diaspora Palestinienne, Paris : Presses Universitaires de France, 1997 ISBN 2130484867
- Dembik, Christopher et Marteu, Elisabeth, Sciences-Po Paris, La communauté arabe d’Israël, entre intégration et reconnaissance, Revue Averroès, Printemps 2009